# Тројмјасто
Тројмјасто (пољ. Trójmiasto, кашуп. Trzëgard) је полицентрични, метро центар, који се састоји од три повезана града: Гдањск, Гдиња и Сопот. Такође је и центар агломерације Гдањск. Налази се на северу Пољске, на заљеву Гдањск и заузима површину од 414,38 км². Главни урбани центар ове просторне јединице је Гдањск, који је такође сједиште власти Поморског војводства. Према подацима од 31. децембра 2015. године, у Тројмјасто је имало 747,0 хиљада становника.
Потписивањем повеље, 28. марта 2007. године, Тројмјасто постаје призната област и престаје да буде колоквијални термин.

## Положај
Тројмјасто се налази на северу Пољске на заљеву Гдањск и Пуцка, у Поморском војводству. Смештен на Гдањској обали и језерској области, окружено је делимично брдима ледничке долине. У оквиру својих граница налази се и велики део парка природе Тројмјасто, који углавном покрива шумске површине Тројмјаста.

## Становништво
Улица Хилоњска у Гдињи, има највише становника у цијелом подручју Тројмјаста. У четвртом кварталу 2016. године, у тој улици, живјело је 7046 особа.
| Град       | Број становника (2017-06-30) [особа] | Површина(2013) [km²] | Густина насељености [особа/км²] |
| ---------- | ------------------------------------ | -------------------- | ------------------------------- |
| Гдањск     | 464 293                              | 261,96               | 1772,38                         |
| Гдиња      | 246 643                              | 135,14               | 1825,09                         |
| Сопот      | 36 701                               | 17,28                | 2123,90                         |
| Тројмјасто | 747 637                              | 414,38               | 1804,23                         |

## Транспорт
Тројмјасто је повезано мрежом путева и градским жељезницама. Колективну транспорт организују независни управни одбори ЗТМ Гдањск и ЗКМ Гдиња, као и ПКП СКМ Тројмјасто.
Агломерација Тројмјаста посједује заједничку (такође и електронску) метрополитску карту, која покрива све градске превознике у Тројмјасту и Мале Тројмјасто Кашубске. СКМ Тројмјасто превози око 40 милиона путника годишње. Изграђена је и ес-железница са намјером је да се повеже центар Гдиње и Гдањска са својим западним подручјима и са аеродромом у Гдањску (у наредној фази пројекта планирано је проширење на сјеверне округе Гдиње са намјером да се обезбеди повезаност са зрачном луком Гдиња-Косаково). Поред тога, намера руководства је да се врати у покрет линија саобраћаја у региону Кашубија, на пругама које су тренутно затворене, укључујући Картузи, Битов и обнову директне везе са Гдањска са Кошћежином. Поморје ће стога добити регионалног жељезничког превозника, који ће значајно допринијети развоју комуникације са Тројмјастом.
Поред пруге, руководство јавног превоза посједује превозна средства, као што су аутобуси, трамваји, бродови (који љети плове до Хел и Јастарња) и тролејбус, који представља један од три средишта у Пољској, гдје се могу сусрести овакве врсте превоза.
Планирано је да се од 2015. до 2020. године изгради обилазница сјеверног дијела агломерацијеТројмјаста, која би била продужетак пута С6 и значила би олакшање саобраћаја за градове Румија и Реда, кроз које се долази до полуострва Хел.
Аеродром Лех Валенса у Тројмјасту је 2007. године превезао 1.715 милиона путника, а 2016. године - 4.010 милиона. У априлу 2012. отворен је други терминал, кроз који прође око 5 милиона путника годишње.

## Образовање
У Тројмјасту и његовој окружењу постоје 24 универзитета, на челу са универзитетом у Гдањску. Око 84.500 студената је студирало 2006. године на универзитетима у Тројмјасту.

## Клима
Тројмјасто има умјерену климу са топлим љетима и хладним зимама које могу бити веома жестоке. Љети се температуре крећу од 20°C до 30°C.